# Röda kyrkan, Brno
Röda kyrkan är en protestantisk kyrka tillhörig Tjeckiska brödernas evangeliska kyrka. Kyrkan är ett kulturminnesmärke och ligger centralt i Brno i Tjeckien.

## Kyrkobyggnaden
Kyrkan uppfördes år 1863 till 1867 efter ritningar av arkitekt Heinrich von Ferstel.
Byggnaden är 45 meter lång och består av ett långhus med nordsydlig orientering. I söder finns ett 50 meter högt torn med ingång och i norr finns kyrkans kor.
Orgeln tillkom år 1887.

## Bildgalleri

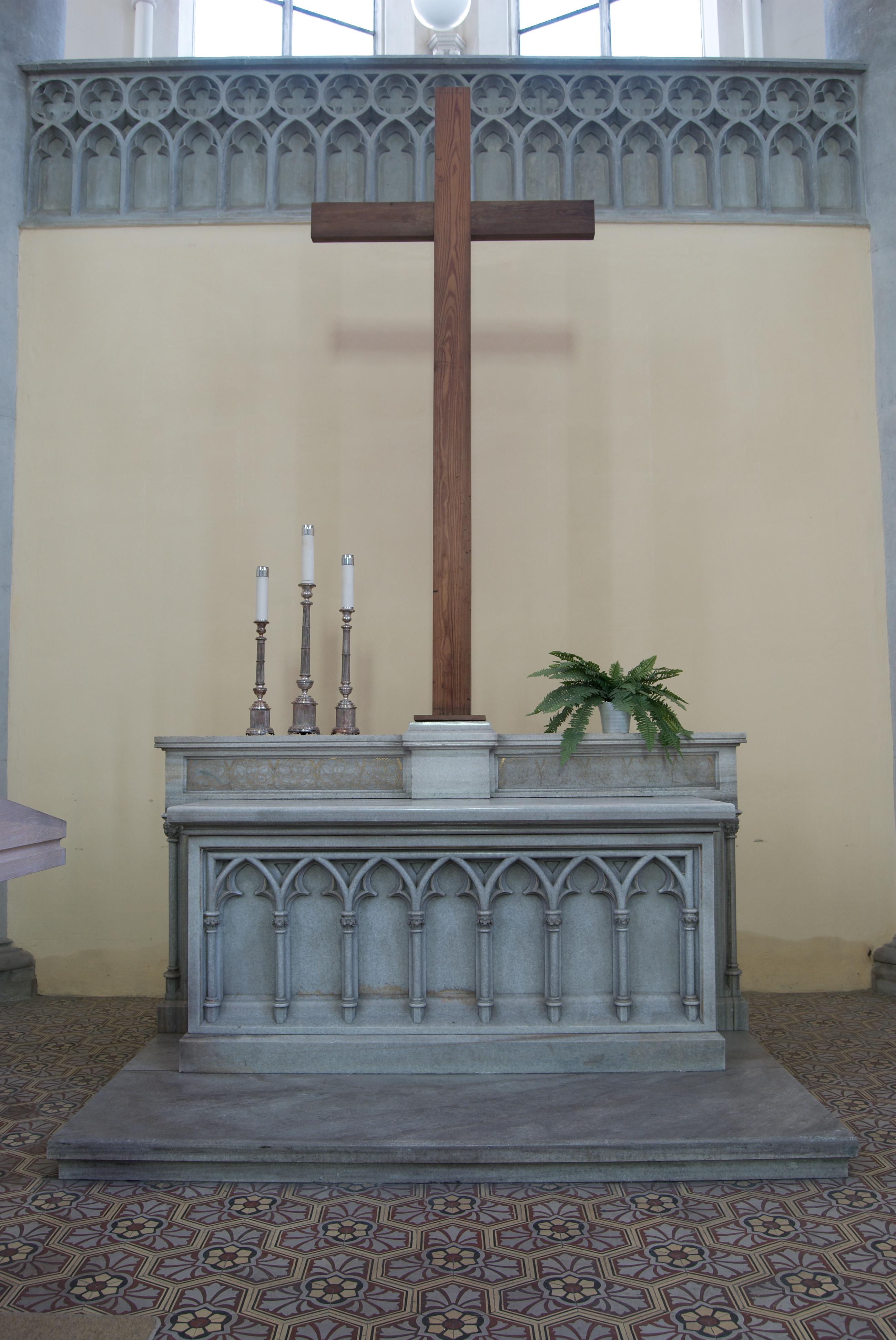
Altare
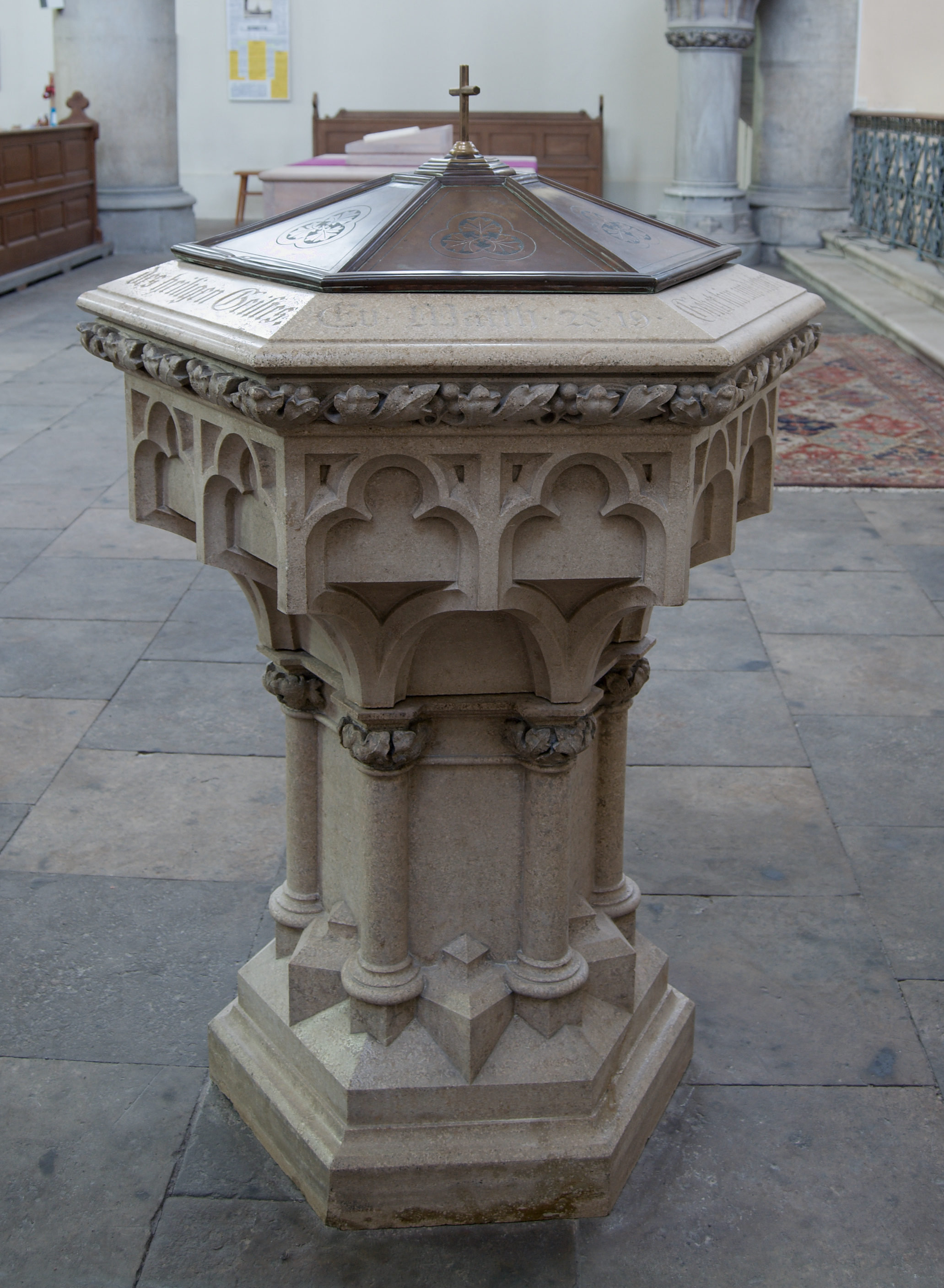
Dopfunt
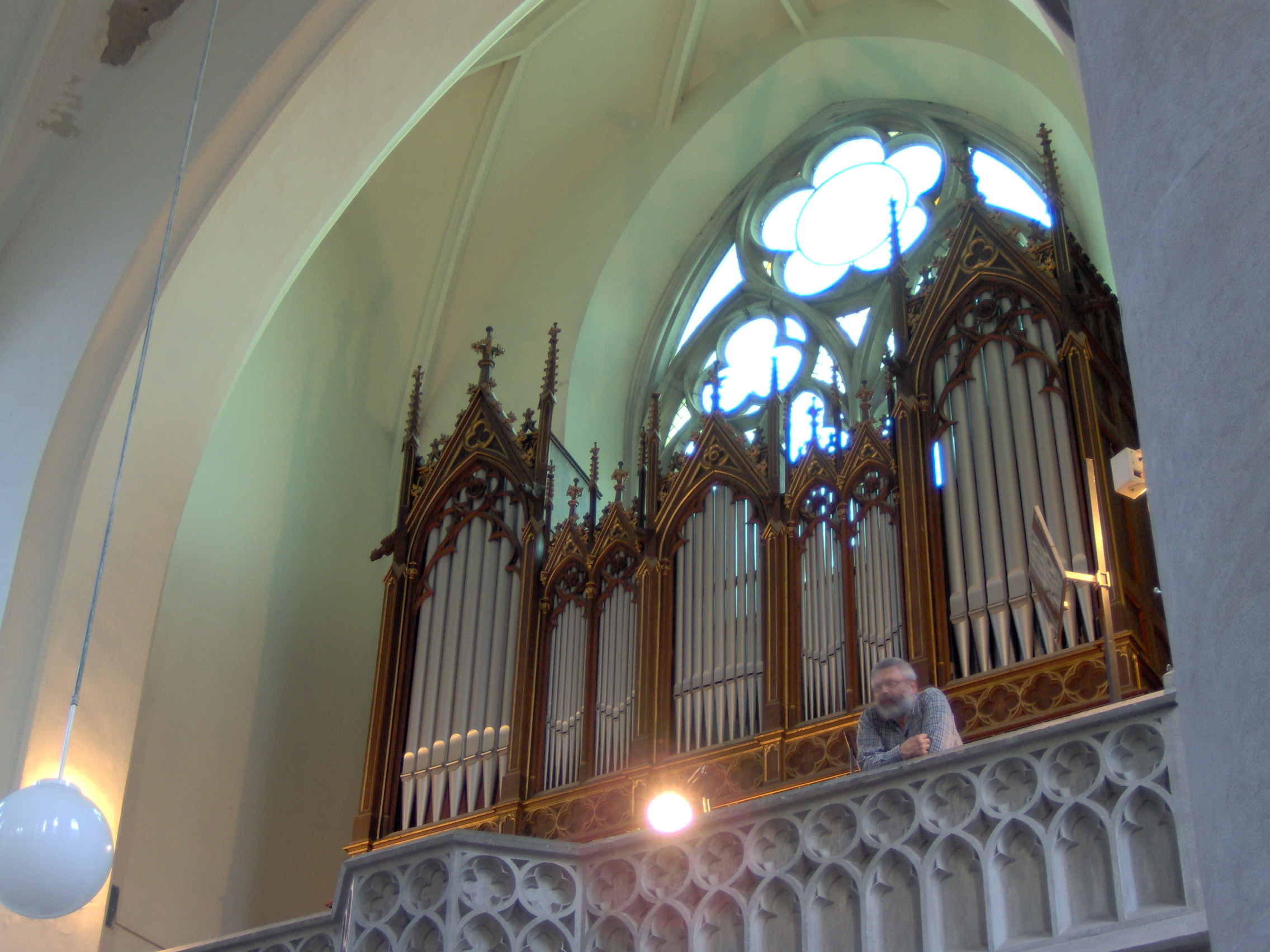
Orgeln
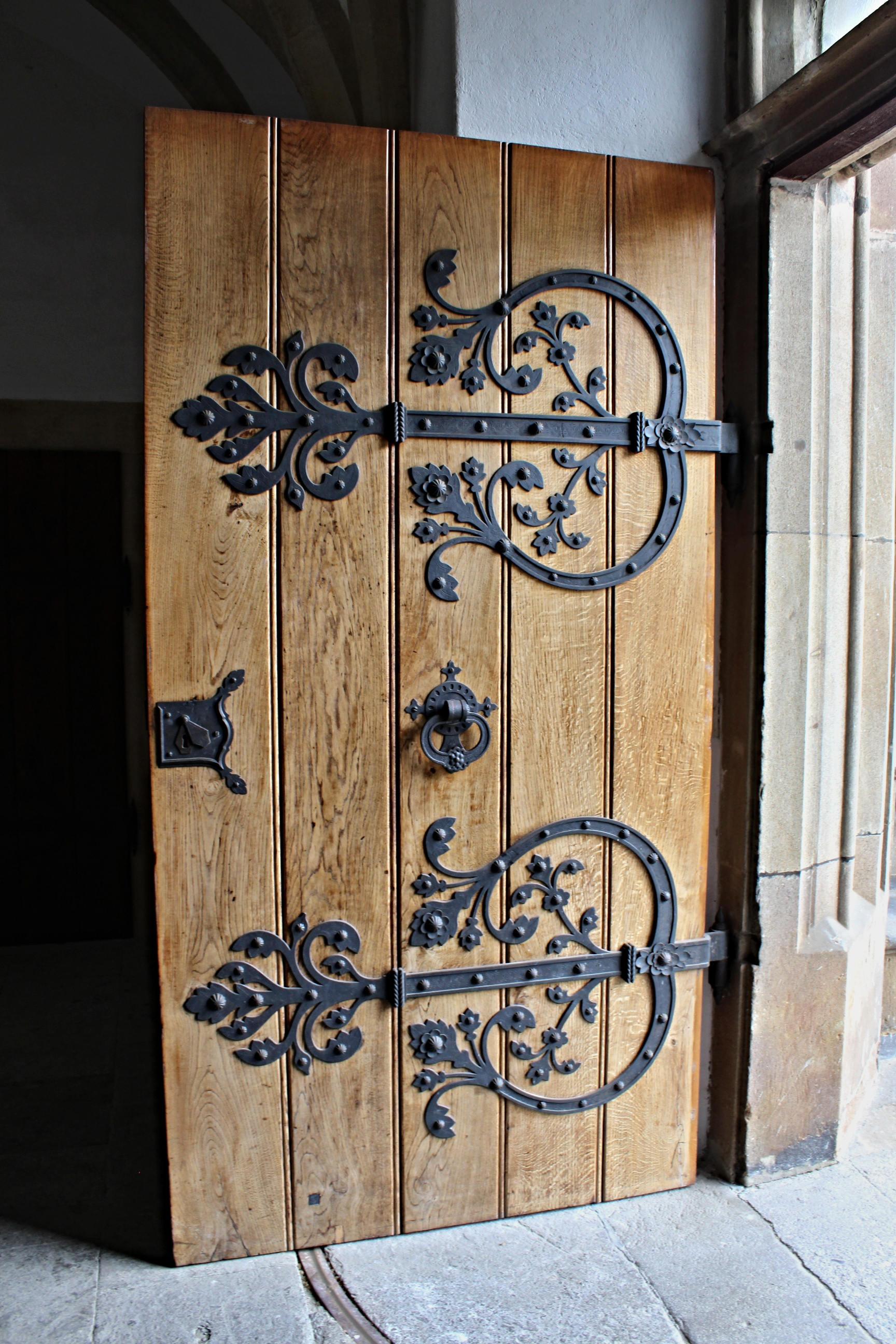
Kyrkans dörr
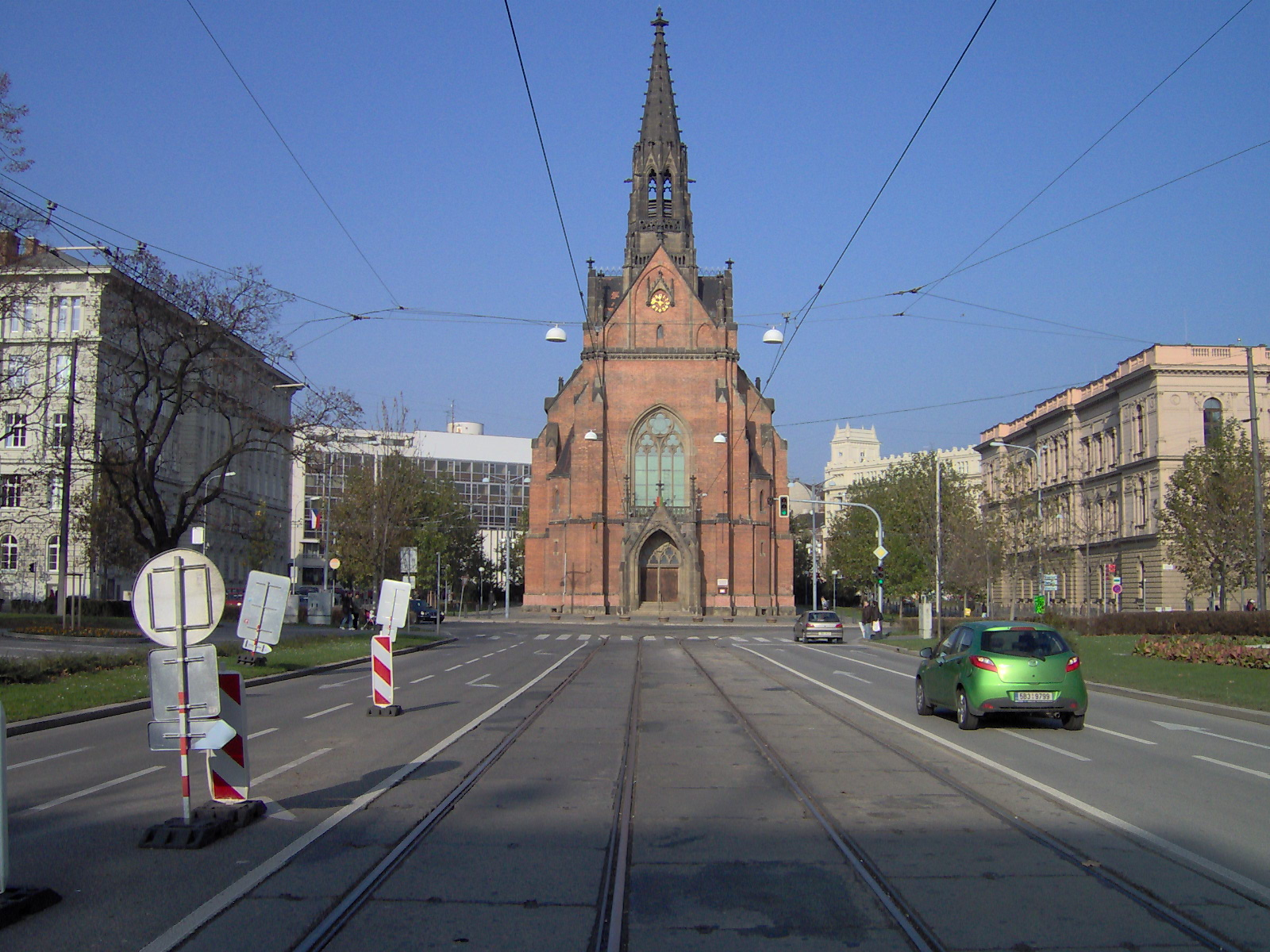
Kyrkan framifrån.